# King Tim III (Personality Jock)
King Tim III (Personality Jock) – utwór grupy Fatback Band z albumu disco o nazwie „XII”. Utwór został wydany 25 marca 1979 roku i uważany jest za pierwszy w dziejach utwór z gatunku hip-hop, który poprzedzał utwór „Rapper’s Delight” wydany 16 września 1979 roku.

## Zamysł
Bill Curtis (perkusista Fatback Band) był w studiu ze współproducentem utworu Jerrym Thomasem, który zapytał Billa, jaki utwór powinni stworzyć – Bill zaproponował, aby zaczęli rapować. Thomas żartobliwie odpowiedział, że nie jest w stanie nawet dobrze mówić, a co dopiero rapować. Po chwili namysłu, Curtis wspomniał, że ma w okolicy przyjaciela, który potrafi rapować na co Jerry poprosił, aby na następny dzień go przyprowadził. Przyjacielem Billa był Timothy Washington, czyli tytułowy „King Tim”, DJ w lokalnym radiu, który chwilę po przybyciu do studia, został poproszony przez Curtisa, aby wszedł do pokoju i zaczął rapować. Cały utwór udało się nagrać za drugim podejściem.
Utwór początkowo miał się nazywać „Catch the Beat”, dopiero później został nazwany „King Tim III” na cześć Tima Washingtona.

## Miano pierwszego utworu hip-hopowego
Od początków lat 80. trwają spory o to, który z utworów, czy „King Tim III (Personality Jock)” czy „Rapper’s Delight” jest pierwszym utworem w historii z gatunku hip-hop. Kiedy grupa Fatback Band rozpoczynała działalność (rok 1970), hip-hop jako gatunek muzyczny nie istniał – istniała za to kultura hip-hop, która garściami czerpała z gatunków takich jak funk, soul, czy disco czyli z gatunków takich, jakie wykonywała grupa Fatback. Terminy takie jak „rap” czy „rapowanie” również wtedy nie istniały i zaczęły powstawać w połowie lat 70. Początkowo DJ puszczał z gramofonu zapętlone fragmenty popularnych wtedy utworów, zwłaszcza funk, na imprezach tworząc w ten sposób nowy utwór. Również samo określenie „King Tim III (Personality Jock)” jako utworu „hip-hopowego” mocno gryzie się z terminologią i samym określeniem sposobu wykonywania, czy nagrywania utworu. Ponadto utwory nagrane pod koniec lat 70. i na początku lat 80. są określane jako gatunek „Old-school hip-hop”.
Niektórzy jako główny argument podają fakt, że w utworze nie pada ani razu stwierdzenie „hip-hop” czy „rap” co było bardzo charakterystyczne w pierwszych utworach i każdy wykonawca podkreślał, że rapuje czy wykonuje muzykę hip-hop. Sam utwór strukturą, techniką jak i tekstem był o wiele bardziej zbliżony do funku niż do hip-hopu, jednak inni obalają ten argument podkreślając, że mimo iż w utworze „Rapper’s Delight” już na samym początku jest powiedziane, że w utworze każdy rapuje, tekst jak i struktura jest również podobna do funku, tym bardziej, że utwór wykorzystuje popularny w tamtym czasie sampel z utworu „Good Times” funkowej grupy Chic.
Jednym z wielu powodów, dlaczego „King Tim III (Personality Jock)” jest często pomijany w jakichkolwiek zestawieniach najstarszych utworów z gatunku hip-hop jest to, że sam utwór nie odniósł sukcesu komercyjnego i wiele osób nie wiedziało o jego istnieniu, tym bardziej, że był on stroną B utworu „You're My Candy Sweet”. Utwór znalazł się na 26 miejscu zestawienia R&B magazynu Billboard. Natomiast „Rapper’s Delight” osiągnął 36 miejsce w zestawieniu Billboard 100 oraz 3 miejsce w Wielkiej Brytanii co jak na rok 1979 i debiut, było bardzo dobrym wynikiem. O samym utworze zrobiło się głośno, co przyćmiło „King Tim III (Personality Jock)”.